# Gunna

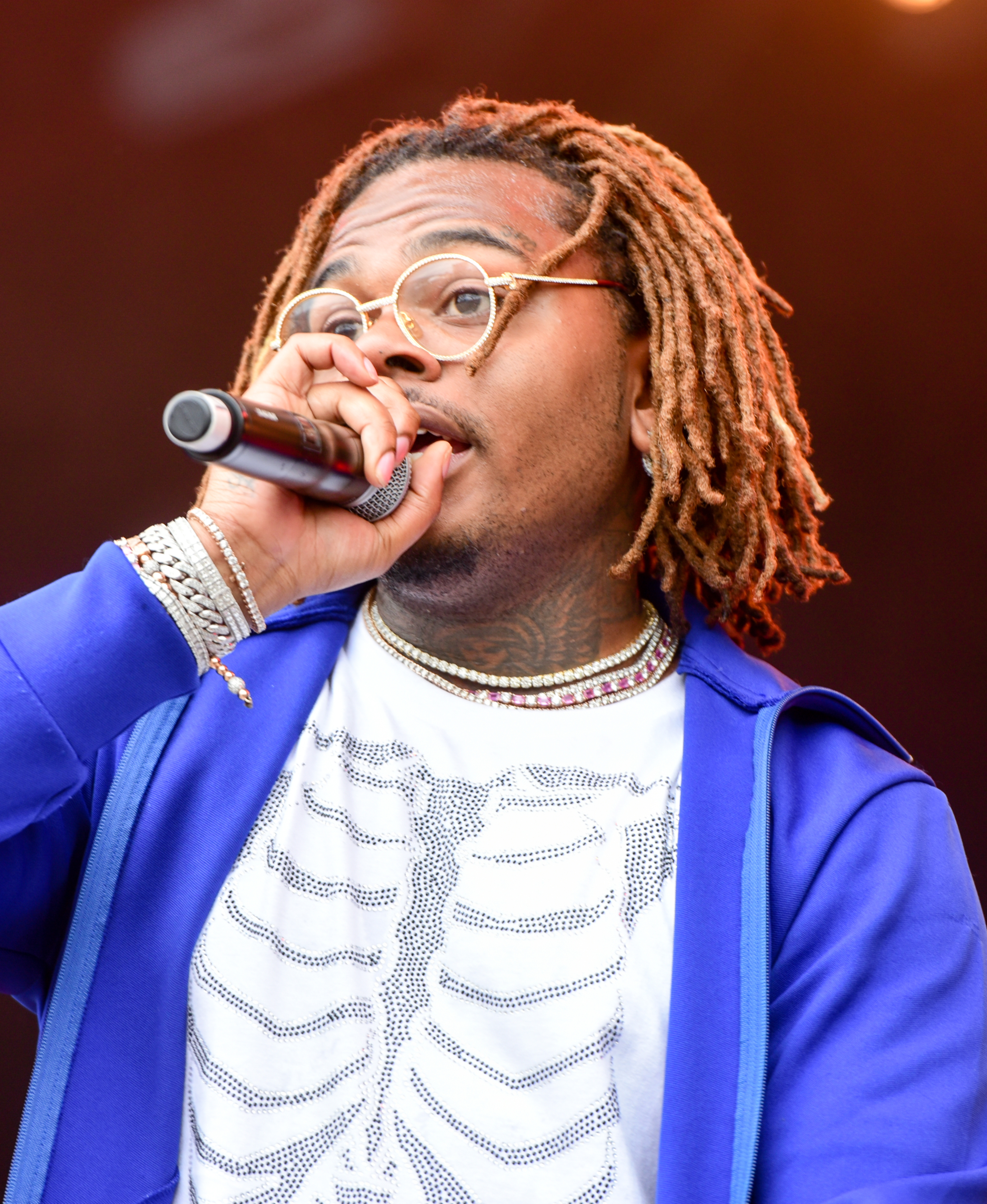
Gunna w 2019

Gunna (właśc. Sergio Giavanni Kitchens; ur. 14 czerwca 1993 w College Park) – amerykański raper, piosenkarz i autor tekstów.

## Życiorys
Sergio Kitchens urodził się w College Park w stanie Georgia. Był wychowywany przez matkę, ma czterech starszych braci. Muzykę zaczął tworzyć już w wieku 15 lat.

## Kariera
W 2013 pod nazwą Young Gunna wydał mixtape Hard Body. W 2016 we współpracy z Young Thug nagrał piosenkę Floyd Mayweather. W tym samym roku wydał mixtape Drip Season, rok później Drip Season 2, a w roku 2018 Drip Season 3. W październiku 2018 roku wraz z Lil Baby wydał mixtape Drip Harder, który zadebiutował na 4. miejscu listy Billboard Top 200 albums. 22 lutego 2019 wydał album zatytułowany Drip or Drown 2. Jego drugi album studyjny Wunna wydany został w 2020 roku, zadebiutował na szczycie listy Billboard 200. W sierpniu 2020 roku pojawił się na singlu Internet Money „Lemonade”, który zajął szóste miejsce na liście Billboard Hot 100 i znalazł się na szczycie wielu list przebojów na całym świecie. Jego trzeci album DS4Ever został wydany w 2022 roku, stając się jego drugim z rzędu albumem numer jeden w Stanach Zjednoczonych. 11 maja 2022 r. Gunna został aresztowany pod zarzutami RICO. 14 grudnia 2022 roku Gunna zawarł ugodę i został zwolniony z więzienia. Pięć miesięcy po zwolnieniu wydał swój czwarty album, A Gift & a Curse. Album zawierał jego singel z pierwszej dziesiątki tygodniowych przebojów w USA, „FukUMean”.

## Dyskografia

### Albumy
| Tytuł            | Dane dot. albumu                                                                               | Pozycja na liście | Pozycja na liście | Pozycja na liście | Pozycja na liście | Pozycja na liście | Pozycja na liście | Pozycja na liście |
| Tytuł            | Dane dot. albumu                                                                               | US                | CAN               | FRA               | IRE               | NLD               | NZ                | UK                |
| ---------------- | ---------------------------------------------------------------------------------------------- | ----------------- | ----------------- | ----------------- | ----------------- | ----------------- | ----------------- | ----------------- |
| Drip or Drown 2  | - Data: 22 lutego 2019 - Wydawca: YSL, 300 - Format: LP, Digital download, streaming           | 3                 | 5                 | 79                | 63                | 19                | 35                | 24                |
| Wunna            | - Data: 22 maja 2020 - Wydawca: YSL, 300 - Format: CD, LP, kaseta, digital download, streaming | 1                 | 1                 | 14                | 14                | 8                 | 7                 | 5                 |
| DS4Ever          | - Data: 7 stycznia 2022 - Wydawca: YSL, 300 - Format: CD, kaseta, Digital download, streaming  | 1                 | 2                 | 22                | 6                 | 5                 | 11                | 4                 |
| A Gift & a Curse | - Data: 16 czerwca 2023 - Wydawca: YSL, 300 - Format: Digital download, streaming              | 3                 | 4                 | 43                | 33                | 19                | 12                | 9                 |

### Mixtape’y
- 2016: Drip Season
- 2017: Drip Season 2
- 2018: Drip Season 3
- 2018: Drip Harder (oraz Lil Baby)

### EP
- 2017: Drip or Drown (oraz Wheezy)

### Single
- 2017: „Back and Forth” (gość. Hoodrich Pablo Juan)
- 2017: „Vibes in LA” (oraz Moneybagg Yo)
- 2017: „Mind on a Milli” (gość. Hoodrich Pablo Juan)
- 2017: „Rich Bitch”
- 2017: „Cash 4 It” (gość. 24hrs)
- 2018: „Almighty” (gość. Hoodrich Pablo Juan)
- 2018: „Sold Out Dates” (gość. Lil Baby)
- 2018: „Need U” (oraz Fxxxxy)
- 2018: „Drip Too Hard” (oraz Lil Baby)
- 2019: „One Call”
- 2019: „Speed It Up”
- 2019: „Same Yung Nigga” (gość. Playboi Carti)
- 2023: „Bread & Butter”
- 2023: „FukUMean” – platynowa płyta w Polsce[22]

## Nagrody i nominacje
| Nagroda | Rok  | Nominowane dzieło                             | Kategoria                 | Wynik     | Źródło |
| ------- | ---- | --------------------------------------------- | ------------------------- | --------- | ------ |
| Grammy  | 2020 | "Drip Too Hard" (z Lil Baby)                  | Best Rap/Sung Performance | Nominacja | [ 23 ] |
| Grammy  | 2022 | Planet Her (Deluxe) (jako gościnny wykonawca) | Album of the Year         | Nominacja | [ 23 ] |
| Grammy  | 2023 | "Pushin P" (z Future i Young Thug)            | Best Rap Performance      | Nominacja | [ 23 ] |
| Grammy  | 2023 | "Pushin P" (z Future i Young Thug)            | Best Rap Song             | Nominacja | [ 23 ] |